# Lesotho Evangelical Church in Southern Africa

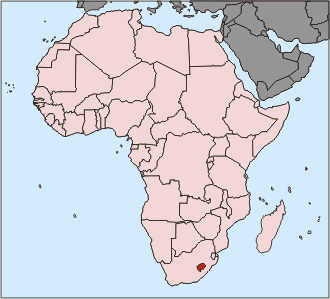
Übersichtskarte Lesotho in Afrika

Eugène Casalis

Die Lesotho Evangelical Church in Southern Africa (LECSA; Sesotho: Kereke ea Evangeli Lesotho e Boroa ho Afrika; deutsch etwa „Evangelische Kirche Lesothos im südlichen Afrika“; früher LEC) ist eine der größten Glaubensgemeinschaften in Lesotho. Sie zählt zu den ersten protestantischen Kirchen Afrikas.

## Geschichte
Ab 1822 bildete die reformierte Société des missions évangéliques de Paris (SMEP), im Englischen Paris Evangelical Mission Society, in Paris junge protestantische Geistliche für den Missionsdienst in Übersee aus. Neben theologischen Themen wurden auch Linguistik und Landwirtschaft behandelt. Ab 1829 konzentrierte sich die SMEP auf das südliche Afrika; im selben Jahr wurde die erste Missionsstation in Kapstadt gegründet.
1833 wurden Eugène Casalis, Thomas Arbousset und Constant Gosselin vom Oberhaupt der Basotho, Moshoeshoe I., eingeladen, eine Missionsstation einzurichten. Moshoeshoe wollte damit sein Volk vor Übergriffen der Griqua und von europäischen Siedlern schützen sowie die Kenntnisse der Landwirtschaft und Technik erweitern. Im selben Jahr wurde die Station in Morija eröffnet. Moshoeshoe führte mit den Missionaren rege religiöse und politische Diskussionen, trat jedoch nicht zum christlichen Glauben über. Er ließ aber zwei seiner Söhne, Letsie und Molapo, in Morija von den Missionaren unterrichten. 1837 wurde eine zweite Missionsstation am Sitz Moshoeshoes in Thaba Bosiu errichtet, die fortan von Casalis geleitet wurde. 1845 wurde eine erste Druckerpresse in das Land gebracht, die in der Missionsstation Masitise – im heutigen Quthing-Distrikt – aufgestellt wurde. Die Zahl der getauften Basotho nahm langsam zu; 1847 waren es 1246 Erwachsene. Der Glaube der Basotho an einen höchsten Gott, molimo, kam den Missionaren zugute, Sitten wie die Initiationsriten, der Glaube an die balimo (Vorväter) und die Polygamie versuchten sie einzudämmen. Zahlreiche Basotho verließen die Kirche, nachdem sie in einem Feldzug gegen die Batlokoa 1849 zahlreiches Vieh erbeutet hatten und die Missionare dies nicht akzeptieren wollten. In der Folge stieg die Zahl der protestantisch getauften Christen aber wieder.
Eugène Casalis war außerdem bis zu seinem Weggang 1855 ein wichtiger Berater Moshoeshoes. Er unterstützte ihn während des Feldzugs gegen die Briten in der Orange River Sovereignty und verfasste zahlreiche Depeschen. 1855 wurde das Neue Testament in das Sesotho übersetzt. Im Senekal-Krieg 1858 wurden zahlreiche Missionsstationen der SMEP von Buren des Oranje-Freistaats zerstört, später jedoch wieder aufgebaut. So entstand 1859 nahe Hlotse unter François Coillard die Leribe-Mission. Seit 1863 gibt die Kirche die Zeitung Leselinyana la Lesotho heraus (deutsch etwa „Kleines Licht von Lesotho“) – anfangs monatlich. Sie gilt als die älteste noch bestehende Zeitung in einer afrikanischen Sprache südlich der Sahara. Nachdem 1865–1868 die Buren des Oranje-Freistaats die westlichen Gebiete Basutolands im Seqiti-Krieg erobert hatten, schlossen sie alle dortigen SMEP-Missionen und verwiesen die Missionare des Landes. Der Missionar David Frédéric Ellenberger etwa siedelte sich daraufhin in Masitise im heutigen Distrikt Quthing an. 1868 wurde Basutoland mit Einwilligung Moshoeshoes zur britischen Kolonie Basutoland. Die SMEP konnte in der Folge die Zahl ihrer Stationen erhöhen. Zugleich versuchte die SMEP aber – vergeblich – beim britischen High Commissioner zu erreichen, dass er gegen traditionelle Bräuche vorgeht und die Macht der barena einschränkt. Im selben Jahr errichtet die SMEP die erste Sekundarschule in Basutoland. Ebenso entstand in Morija ein Lehrerseminar.

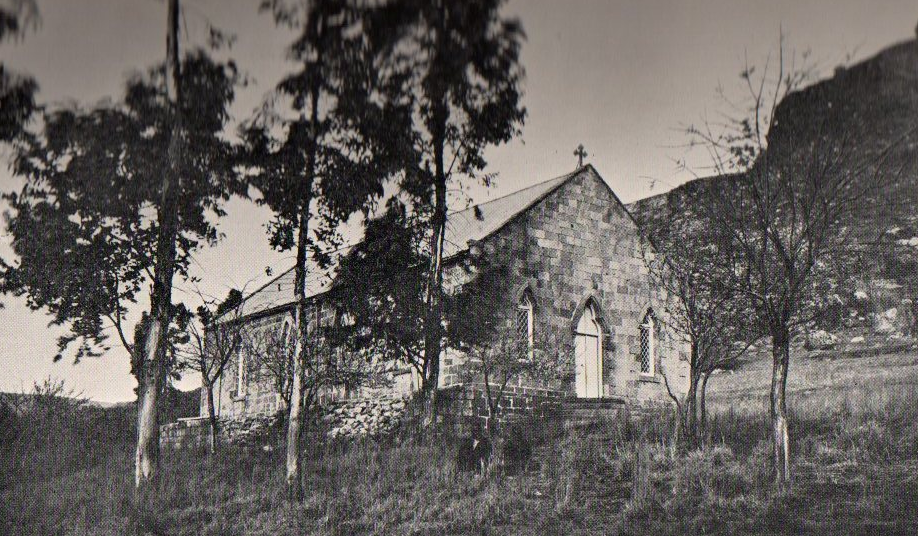
Die Kirche der Leribe-Mission (Foto von 1913)

1874 wurden mit der Druckerpresse aus Masitise die Morija Printing Works eingerichtet, die bis heute bestehen und wo neben religiöser Literatur auch weltliche Werke gedruckt wurden, etwa die Romane von Thomas Mofolo, Wörterbücher und Schulbücher in 50 Sprachen. Auch im Gun War (1880–1881) gegen die Briten stand die SMEP auf der Seite der Basotho. 1887 wurde in Morija ein Predigerseminar eingerichtet. 1894 war die Zahl der Basotho, die zur SMEP gehörten, auf 13.733 gestiegen; 1904 waren insgesamt 14,63 % aller Basotho Christen unterschiedlicher Konfessionen. Im späten 19. Jahrhundert wurden die ersten einheimischen Pastoren ordiniert. Zahlreiche weitere religiöse Bücher wurden in das Sesotho übersetzt. 1898 wurde die Kirche in Kereke ea Lesotho umbenannt, deutsch „Kirche Lesothos“. Zugleich wurde die seboka eingeführt, eine Synode, in der französische und einheimische Pastoren gleichberechtigt waren. In den 1920er Jahren gab es erstmals mehr einheimische als französische Pastoren. Ab 1932 errichtet die Kereke ea Lesotho einige Gesundheitszentren und Krankenhäuser sowie weitere Sekundarschulen.
1964 nannte sich die Kirche in Lesotho Evangelical Church um. Erster Präsident der LEC war E. E. Phakisi. 1970 kam es nach den annullierten Wahlen zu Spannungen, nachdem die LEC zugunsten der um ihren Sieg gebrachten Basutoland Congress Party interveniert hatte. Die Machthaber von der katholisch orientierten Basotho National Party unter Leabua Jonathan verboten den Leselinyana la Lesotho für zwei Monate; der Herausgeber wurde ermordet. Bis in die 1980er Jahre hielten die Spannungen an.
In den 2010er Jahren ergänzte die LEC ihren Namen zu Lesotho Evangelical Church in Southern Africa (LECSA).

## Gegenwart
2007 betrug der Anteil der LEC-Mitglieder in Lesotho rund 26 Prozent bzw. 340.500 Personen (Stand 2006). Sitz der Kirche ist das Casalis House in Maseru. 2018 hatte die LECSA über 100 Pastoren in 109 Gemeinden und 12 „Presbyterien“, darunter auch in der südafrikanischen Provinz Gauteng. Geistliche und Laien sind auf Ortsebene, auf Gemeindeebene, in Presbyterien und in der nationalen Synode vertreten.
Die LECSA ist Mitglied im Ökumenischen Rat der Kirchen (ÖRK) und in der Weltgemeinschaft Reformierter Kirchen. Exponate zur Geschichte der LECSA werden im Morija Museum & Archives und dessen Zweigstelle Masitise Cave House ausgestellt. Die Zeitung Leselinyana la Basotho erscheint vierzehntäglich. Die LECSA unterhält rund 500 Primarschulen und 75 Sekundarschulen.

## Sonstiges
Die heutige Nationalhymne Lesothos entstand in den 1860er Jahren nach einem Text des SMEP-Missionars François Coillard, die Melodie fand Coillard in einem Schweizer Liederbuch.